# Isobactrus magnus
Isobactrus magnus är en kvalsterart. Isobactrus magnus ingår i släktet Isobactrus och familjen Halacaridae. Inga underarter finns listade i Catalogue of Life.